# Бінго-Бонго
«Бінго-Бонго» (італ. Bingo Bongo) — італійська комедія, що вийшла 23 грудня 1982 року, з Адріано Челентано і Кароль Буке в головних ролях.

## Складова
У фільмі режисера Паскуале Феста Кампаніле «Бінго-Бонго» Адріано Челентано зіграв роль людини-мавпи, нового Тарзана. Ця роль стала однією з найнезвичайніших у кінокар'єрі Челентано, артисту майже не довелося вчити текст, оскільки його персонаж видавав нерозбірливі звуки, що нагадували звірине гарчання. Тільки в фіналі фільму він починав говорити людською мовою та пристосовуватися до умов і законів життя сучасного цивілізованого суспільства, до якого потрапив (мова у фільмі йшла про Мілан — рідне місто Адріано). За задумом режисера, картина була алегоричною притчею про людину і природу. Партнеркою Челентано у фільмі стала французька акторка Кароль Буке, яка зіграла антрополога. Комедія «Бінго-Бонго» передувала проблематиці майбутнього авторського фільму Челентано «Джоан Луй» 1985 року.

## Сюжет
В диких джунглях Африки дослідники знаходять людину, виховану мавпами та здатну говорити з будь-якими тваринами (Адріано Челентано). Назвавши її Бінго-Бонго, вони таємно відвозять його до Італії, де за його вивчення береться молода вчена-біолог Лаура (Кароль Буке). Вона єдина людина, якій піддослідний Бінго-Бонго довіряє. Коли її усувають від проєкту, Бінго втікає і потрапляє у серію комічних пригод в незрозумілому йому місті. Зрештою Лаура знаходить Бінго-Бонго в зоопарку у вольєрі з макаками і поселяє у себе. Бінго сподівається, що Лаура відповість взаємністю на його любов, але та вважає його дитиною-переростком. Бонго і його друг-шимпанзе Ренато намагаються втекти в Африку на дрезині, повітряній кулі і вплав на ванні, але нічого не виходить.
Тоді Бінго-Бонго з'являється у науковому центрі з натовпом різних тварин і пропонує свої послуги як посередника між людьми і звірами. Звірі, через Бонго, допомагають людям в пошуках корисних копалин і прогнозі землетрусів, люди в обмін припиняють полювання і забруднення навколишнього середовища. Він одружується на Лаурі, завоювавши її повагу, і вони живуть в гармонії з природою. У фіналі завдяки Бінго вдається приборкати навіть Кінг-Конга.

## У ролях
- Адріано Челентано — Бінго-Бонго;
- Кароль Буке — Лаура;
- Феліче Андреазі — професор Фортіс;
- Енцо Робутті — доктор Мюллер;
- Вальтер Д'Аморе — зоолог;
- Роберто Мареллі — нейрофізіолог;
- Альфіо Патане — людина в ресторані;
- Елізабет Коббен — жінка, що годує дитину;
- Гвідо Спадеа — людина у ванній кімнаті;
- Сальваторе Борджезе — лікар;
- Раффаеле Ді Сіпіо — епізод

## Знімальна група

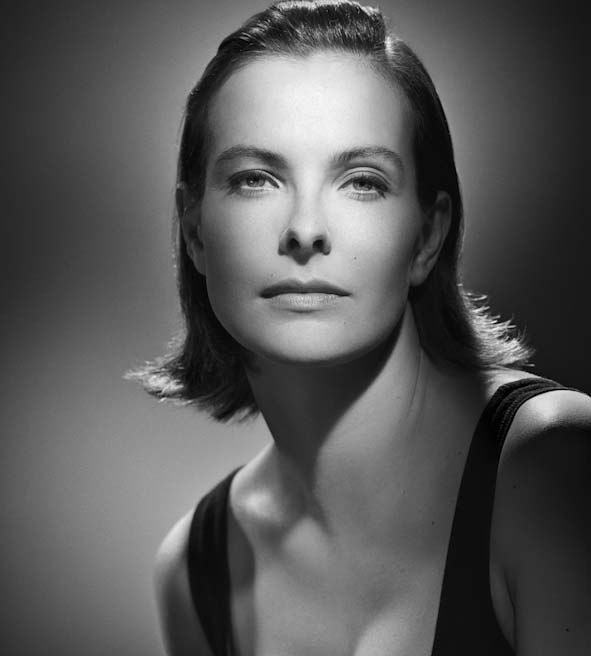
Французька акторка Кароль Буке, яка зіграла вчену-біолога Лауру

- Режисер — Паскуале Феста Кампаніле;
- Оператор — Альфіо Контіні;
- Сценарій — Франко Ферріні, Франко Маротта, Енріко Ольдоїні;
- Композитор — Пінуччіо Піраццолі;
- Продюсери — Маріо Чеккі Горі, Вітторіо Чеккі Горі.

## Відгуки
Фільм вийшов на екрани напередодні різдвяних свят і його розкритикували, газета «La Stampa» писала:
| Ліві лапки | «Хто народився першим, мавпа чи Челентано? (...) ...щороку в переддень кінематографічного Різдва у нас одна проблема: що ми будемо робити з Челентано? Зазвичай автори спеціально для нього готують сюжет. У цьому році вони зупинилися на Африці, джунглях і мавпі. Однак виникає питання: якщо людина походить від мавпи, можливо, мавпа пішла від Челентано? Досить побачити, як вони обидва рухаються на екрані...» | Праві лапки |

## Кінорецензії
| Ліві лапки | «Адріано Челентано в третій і останній раз співпрацював з режисером Паскуале Феста Кампаніле, який зняв чимало другосортних «комедій по-італійськи». Його нова чарівна партнерка, француженка Кароль Буке, яка змінила Орнеллу Муті, запозичена, мабуть, з пройшовшого з успіхом незадовго до цього чергового фільму про Джеймса Бонда „Тільки для особистого ознайомлення“. Необхідно було лише "гарне обличчя", яке контрастувало б з "мавпячим" виглядом самого Челентано. Акторські дані Буке, розкриті Луїсом Бунюелем в картині „Цей смутний об'єкт бажання“, звичайно, не були потрібні в примітивній історії, яка вільно переказує сюжети „Тарзана“ і „Кінг-Конга“. А чоловічі гідності персонажів італійського коміка придбали в „Бінго Бонго“ гіпертрофовану форму в образі самця, людини-мавпи з джунглів Конго, перевезеного в Мілан і названого Бінго Бонго. Одна тільки Лаура, жінка-антрополог, вірить в людські якості свого "піддослідного" — і їх прихильність один до одного навіть переростає в любов. На жаль, делікатність відносин цієї красуні-вченої з Бінго Бонго не стає прикладом для авторів стрічки, яким цілком достатньо того, щоб глядачі посміялися над проявом грубих, тваринних і низинних інстинктів, над "занадто явним об'єктом бажання"» — російський кінокритик Сергія Кудрявцева „Комедія“ у виданні „Книга кінорецензій «3500»“, 1989 рік. | Праві лапки |

| Ліві лапки | «Адріано Челентано зіграв сучасного Тарзана — знайдену в джунглях дику людину. Автори барвистої, яскравої, з надлишком наповненої трюками комедії виступили на захист природи, гуманних відносин між людьми. Челентано виявив тут воістину феноменальні пластичні та чисто акробатичні здібності, при цьому зумівши тонко показати у своєму незвичайному герої зародження людського...» — російський кінокритик Олександр Федоров | Праві лапки |

| Ліві лапки | «На тязі до мужньої простоти та сили, на любові до природи, до наших «братів менших» спекулює і «Бінго-Бонго» (1983 р., режисер Феста-Кампаніле). Тут герой Челентано не просто грубіян і навіть не дикун, а вже людиноподібна мавпа Бінго-Бонго, такий собі Кінг-Конг в мініатюрі. Причому треба визнати, що схожості з представником приматів він домагається повного. Але дивитися на кривляння і стрибки прославленого співака і актора — вже неабияк облисілого і постарілого — боляче і прикро. А коли під впливом чарівної наукового антрополога Лаури (актриса Кароль Буке) Бінго-Бонго цивілізується, надягає капелюх і модний плащ, фільм стає просто нудний» — радянський кінокритик Георгій Богемський, «Феномен Челентано», збірка щорічника «Екран» (1986) | Праві лапки |

## Цікаві факти
- Музичні композиції з фільму увійшли до альбому Адріано Челентано «Uh… uh…». Зображенням обкладинки цього альбому послужив кадр з фільму. Пісні «Jungla di città» і «Uh… uh…» звучать у фільмі.
- Твір, який виконує Бінго-Бонго на музичному інструменті, чим вражає вчених, — це фрагмент першої частини Концерту № 2 для фортепіано з оркестром С. В. Рахманінова.
- Книга, яку читає Ренато, коли Лаура вчить Бінго говорити, називається «Il viaggio di Darwin» («Подорож Дарвіна»).
- Прем'єра фільму в СРСР відбулася у 1983 році у позаконкурсній програмі XIII Московського міжнародного кінофестивалю.